# Sono solo fantasmi
Sono solo fantasmi è un film commedia-horror, del 2019, diretto da Christian De Sica e suo figlio Brando e interpretato dallo stesso De Sica, Carlo Buccirosso e Gianmarco Tognazzi nel ruolo di tre bizzarri fratellastri acchiappafantasmi.

## Trama
Thomas, Carlo e Ugo sono tre fratelli nati da madri diverse ma figli dello stesso padre, don Vittorio Di Paola. Un giorno i tre sono chiamati a Napoli, dopo la morte del padre, sperando in un'eredità, ma scoprono che il padre ha scialacquato quasi tutto e sull'unico immobile rimasto grava un'ipoteca: decidono quindi di improvvisarsi acchiappafantasmi, per poter riscattare l'ipoteca ed appropriarsi del palazzo.
L'operazione non riuscirà ma in compenso i tre riusciranno a salvare Napoli, con l'aiuto dell'anima del loro padre naturale, dall'orda di fantasmi sotto la guida dello spirito maligno di una strega che sta per distruggerla.

## Distribuzione
Il film è stato distribuito nelle sale cinematografiche italiane il 14 novembre 2019.